# Pussy Riot
Pussy Riot (транскр.  Пуси рајот) руски је феминистички, анархистички колектив из Москве који делује у форми панк рок музичког састава. Група је основана у августу 2011. и броји отприлике 11 чланица у двадесетим и тридесетим годинама. Познате су по провокативним и политички мотивисаним перформансима на јавним местима по Москви, које касније монтирају у музичке спотове и постављају на интернет. Ангажман групе је искључиво политички, а музика је само једна од форми њиховог деловања. Теме којима се њихови текстови баве су феминизам, ЛГБТ права, отпор политици руског председника Владимира Путина, кога сматрају диктатором, и веза између Путина и лидера Руске православне цркве.
21. фебруара 2012. пет чланица бенда извеле су перформанс у Храму Христа Спаситеља у Москви. Њихов наступ прекинуло је обезбеђење цркве, али исте вечери од снимака перформанса направиле су музички видео под називом Панк молитва - Богородице, отерај Путина! (енгл. Punk Prayer - Mother of God, Chase Putin Away!) Навеле су да овај наступ представља знак протеста изазваног подршком коју је Руска православна црква пружила Путину током председничке кампање.
3. марта 2012. две учеснице у акцији - Надежда Толоконикова и Марија Аљохина - ухапшене су и оптужене за „хулиганство“. 16. марта ухапшена је и трећа чланица Екатерина Самуцевич. Формална оптужница против три жене поднесена је 4. јуна, а суђење је отпочело 30. јула. Све три оптуженице су остале у притвору за време суђења. 17. августа су проглашене кривима и осуђене на по две године затвора због „хулиганског понашања мотивисаног верском мржњом“. Две неидентификоване чланице групе које су такође учествовале у перформансу, избегле су хапшење и наводно напустиле Русију како би „регрутовале стране феминисткиње за припрему нових протеста.“ 10. октобра Самуцевичева је пуштена на слободу, пошто је уложила жалбу на пресуду. Крајем истог месеца Толоконикова и Аљохина послате су у различите затворе.
Суђење и изрицање казне наишли су на велики број критика, посебно са Запада. Бројне организације за заштиту људских права негативно су коментарисале случај, а Амнести интернашонал их је прогласила политичким затвореницама. Многе познате личности такође су критиковале пресуду, али руска јавност је генерално имала мање саосећања према чланицама групе. Путин је изјавио да су „нарушиле моралне темеље“ нације и „да су добиле оно што су тражиле.“ Премијер Дмитриј Медведев изјавио је да није требало да буду послате у затвор и нагласио да је ослобођење две преостале чланице у надлежности судова. Након 21 месеца проведеног у затвору, Толоконикова и Аљохина су ослобођене 23. децембра 2013. након што је Руска дума одобрила амнестију. У фебруару 2014. у саопштењу које су објавиле анонимне чланице најављено је да су Толоконикова и Аљохина напустиле групу. Упркос томе, обе су наступиле заједно са групом током перформанса на Зимским олимпијским играма у Сочију када су их Козаци напали бичевима и сузавцем. 6. марта 2014. Толоконикову и Аљохину напала је организована група младих у ресторану брзе хране Мекдоналдс у Нижњи Новгороду.